# Harry Waldow
Harry Waldow, född 1887 i Dayton, Ohio, USA, död  20 februari 1969, var en amerikansk-svensk målare och tecknare.  
Han var son till en engelsk arkitekt och en spanjorska från Mexiko. När han var 15-år lämnade han både föräldrahemmet och Amerika. Efter att han tagit sig till England sökte han upp sin farmor som inte ville kännas vid honom. Han inledde som 17-åring sina konststudier i London och han fortsatte därefter studierna i Amsterdam och Paris. Han fortsatte sina resor runt om i Europa och kom slutligen till Sverige och bosatte sig i Tranås 1923. Waldow var verksam som konstnär i södra Sverige och ställde ut separat i bland annat Tranås och Karlshamn samt medverkade i Baltiska utställningen i Malmö 1914 och i några samlingsutställningar med provinsiell konst. Han beviljade endast en tidningsintervju under sin livstid som den framlidne arkitekten Johannes Dahl gjorde för Östgöta Correspondenten 1947. Hans konst består av symboliska figurmotiv, ett realistiskt stilleben- och landskapsmåleri samt Sommenmotiv utförda i olja, gouache, akvarell eller teckningar. Waldow är representerad vid Tranås lasarett och med ett tiotal verk vid Tranås kommun.